# Associazione Sportiva Bari 2006-2007
Questa pagina raccoglie le informazioni riguardanti l'Associazione Sportiva Bari nelle competizioni ufficiali della stagione 2006-2007.

## Stagione
Nella stagione 2006-2007 il Bari disputa il campionato di Serie B, con 50 punti ottiene il 14º posto. Inizia il campionato allenato da Rolando Maran, termina il girone di andata con 28 punti, intruppato a centro classifica. A fine febbraio dopo la sconfitta (3-0) subita a Vicenza, il tecnico trentino viene sostituito da Giuseppe Materazzi che però non riesce a cambiare il ritmo di marcia dei galletti pugliesi. Anche in questa stagione il barese Vincenzo Santoruvo è il miglior realizzatore del Bari con 9 centri in campionato. Anche la Coppa Italia non porta grandi soddisfazioni, il Bari viene subito eliminato nel primo turno dal Monza.

## Organigramma societario
- Presidente: Vincenzo Matarrese
- Amministratore delegato: Salvatore Matarrese
- Consigliere: Salvatore Matarrese
- Segretario generale: Pietro Doronzo
- Team manager: Francesco Palmieri
- Responsabile area commerciale e marketing: Palmalisa Matarrese
- Capo ufficio stampa: Saverio De Bellis
- Ufficio stampa: Fabio Foglianese

Area tecnica
- Direttore sportivo: Fausto Pari (fino al 26 febbraio 2007), poi carica vacante.
- Allenatore: Rolando Maran (fino al 26 febbraio 2007),[1] poi Giuseppe Materazzi.
- Allenatore in seconda: Christian Maraner (fino al 26 febbraio 2007), poi Nuccio Barone.
- Preparatore atletico: Alberto Bellè (fino al 26 febbraio 2007), poi Sandro Fantoni.
- Allenatore dei portieri: Giuseppe Alberga.

Area sanitaria
- Responsabile: Michele Pizzolorusso
- Massaggiatori: Mariano Ottaviano
- Fisioterapista: Gianluca Gresi
- Massofisioterapista: Lorenzo Ferrara

## Rosa
| N. |                    | Ruolo | Calciatore                    |
| -- | ------------------ | ----- | ----------------------------- |
| 1  | Belgio (bandiera)  | P     | Jean François Gillet          |
| 2  | Italia (bandiera)  | D     | Nicola Belmonte               |
| 3  | Italia (bandiera)  | D     | Marco Esposito                |
| 4  | Italia (bandiera)  | C     | Luca Tabbiani                 |
| 5  | Italia (bandiera)  | C     | Massimiliano Scaglia          |
| 6  | Italia (bandiera)  | D     | Nicola Belmonte               |
| 7  | Italia (bandiera)  | C     | Antonio Bellavista (capitano) |
| 8  | Croazia (bandiera) | C     | Ivan Rajčić                   |
| 9  | Italia (bandiera)  | A     | Vincenzo Santoruvo            |
| 10 | Italia (bandiera)  | C     | Giorgio La Vista              |
| 10 | Italia (bandiera)  | C     | Alessandro Sgrigna            |
| 11 | Italia (bandiera)  | C     | Daniele Vantaggiato           |
| 11 | Italia (bandiera)  | C     | Andrea Carozza                |
| 12 | Italia (bandiera)  | P     | Antonio Afeltra               |
| 13 | Italia (bandiera)  | A     | Pasquale Berardi              |
| 13 | Italia (bandiera)  | A     | Giammarco Baldassarre         |
| 14 | Italia (bandiera)  | C     | Alessandro Gazzi              |
| 15 | Italia (bandiera)  | C     | Giorgio Di Vicino             |
| 16 | Italia (bandiera)  | C     | Davide Carrus                 |
| 17 | Italia (bandiera)  | D     | Carlo Gervasoni               |
| 18 | Italia (bandiera)  | A     | Massimo Ganci                 |
| 19 | Italia (bandiera)  | A     | Nicola Strambelli             |

| N. |                   | Ruolo | Calciatore             |
| -- | ----------------- | ----- | ---------------------- |
| 20 | Italia (bandiera) | C     | Massimiliano Fusani    |
| 21 | Italia (bandiera) | D     | William Pianu          |
| 22 | Italia (bandiera) | A     | Andrea Milani          |
| 23 | Italia (bandiera) | A     | Michele Anaclerio      |
| 23 | Italia (bandiera) | P     | Gabriele Aldegani      |
| 24 | Italia (bandiera) | D     | Vittorio Micolucci     |
| 25 | Italia (bandiera) | C     | Umberto Cazzola        |
| 26 | Italia (bandiera) | C     | Marco Piccinni         |
| 27 | Italia (bandiera) | C     | Andrea Bovo            |
| 27 | Italia (bandiera) | C     | Mirko Eramo            |
| 28 | Italia (bandiera) | C     | Daniele Fiorentino     |
| 29 | Italia (bandiera) | D     | Ivan Loseto            |
| 30 | Italia (bandiera) | A     | Marco Candrina         |
| 30 | Italia (bandiera) | D     | Giacinto Allegrini     |
| 31 | Italia (bandiera) | D     | Nicola Mora            |
| 31 | Italia (bandiera) | A     | Fabio Vignaroli        |
| 32 | Italia (bandiera) | D     | Fabio Grieco           |
| 33 | Italia (bandiera) | D     | Vitangelo Spadavecchia |
| 34 | Italia (bandiera) | A     | Antonio Infimo         |
| 39 | Italia (bandiera) | D     | Domenico Creanza       |
| 40 | Italia (bandiera) | C     | Antonio La Fortezza    |

## Risultati

### Serie B

#### Girone di andata
| Arbitro: | Lops (Torino) |

|                                |           |                                |
| Giampaolo 10’, 43’ Galardo 66’ | Marcatori | 24’ Bellavista 73’ Vantaggiato |

| Arbitro: | Gava (Conegliano) |

|              |           |                |
| Tabbiani 14’ | Marcatori | 80’ Possanzini |

| Arbitro: | Salati (Trento) |

|  |           |               |
|  | Marcatori | 89’ Di Vicino |

| Bari 23 settembre 2006, ore 16:00 4ª giornata | Bari               | 0 – 0 | Vicenza | Stadio San Nicola\| Arbitro: \| Velotto (Grosseto) \| |
| Arbitro:                                      | Velotto (Grosseto) |       |         |                                                       |

| Arbitro: | Lena (Ciampino) |

|  |           |                  |
|  | Marcatori | 43’ (aut.) Terra |

| Arbitro: | Palanca (Roma) |

|                         |           |  |
| Santoruvo 49’ Ganci 89’ | Marcatori |  |

| Arbitro: | Giannoccaro (Lecce) |

|                |           |  |
| Papa Waigo 69’ | Marcatori |  |

| Arbitro: | Squillace (Catanzaro) |

|                                 |           |  |
| Santoruvo 20’ Carrus 57’ (rig.) | Marcatori |  |

| Arbitro: | Dondarini (Finale Emilia) |

|                          |           |                |
| Rantier 56’ Padalino 71’ | Marcatori | 3’ Vantaggiato |

| Arbitro: | Lena (Ciampino) |

|                         |           |  |
| Santoruvo 5’ Carrus 84’ | Marcatori |  |

| Arbitro: | Farina (Novi Ligure) |

|  |           |            |
|  | Marcatori | 43’ Calaiò |

| Arbitro: | Pantana (Macerata) |

|                 |           |  |
| Di Venanzio 15’ | Marcatori |  |

| Bari 25 novembre 2006, ore 16:00 13ª giornata | Bari          | 0 – 0 | Triestina | Stadio San Nicola\| Arbitro: \| Ciampi (Roma) \| |
| Arbitro:                                      | Ciampi (Roma) |       |           |                                                  |

| Mantova 2 dicembre 2006, ore 16:00 14ª giornata | Mantova            | 0 – 0 | Bari | Stadio Danilo Martelli\| Arbitro: \| Velotto (Grosseto) \| |
| Arbitro:                                        | Velotto (Grosseto) |       |      |                                                            |

| Arbitro: | Iannone (Napoli) |

|           |           |  |
| Pianu 35’ | Marcatori |  |

| Arbitro: | Bertini (Arezzo) |

|                       |           |                                    |
| Diamoutene 52’ (rig.) | Marcatori | 10’ Carrus 31’ Ganci 65’ Santoruvo |

| Arbitro: | Marelli (Como) |

|                          |           |                              |
| Scaglia 6’ Santoruvo 25’ | Marcatori | 76’ Cascione 88’ Moscardelli |

| Genova 22 dicembre 2006, ore 20:30 18ª giornata | Genoa           | 0 – 0 | Bari | Stadio Luigi Ferraris\| Arbitro: \| Banti (Livorno) \| |
| Arbitro:                                        | Banti (Livorno) |       |      |                                                        |

| Bari 13 gennaio 2007, ore 16:00 19ª giornata | Bari                | 0 – 0 | AlbinoLeffe | Stadio San Nicola\| Arbitro: \| Pierpaoli (Firenze) \| |
| Arbitro:                                     | Pierpaoli (Firenze) |       |             |                                                        |

| Arbitro: | De Marco (Chiavari) |

|                                             |           |                            |
| Trezeguet 34’ Nedved 45’, 73’ Del Piero 67’ | Marcatori | 1’ Santoruvo 89’ Gervasoni |

| Arbitro: | Lena (Ciampino) |

|  |           |              |
|  | Marcatori | 19’ Ferrante |

#### Girone di ritorno
| Arbitro: | Palanca (Roma) |

|                         |           |               |
| Sgrigna 57’ (rig.), 78’ | Marcatori | 68’ Giampaolo |

| Brescia 10 febbraio 2007, ore 15:00 23ª giornata | Brescia            | 0 – 0 | Bari | Stadio Mario Rigamonti\| Arbitro: \| Pantana (Macerata) \| |
| Arbitro:                                         | Pantana (Macerata) |       |      |                                                            |

| Arbitro: | Velotto (Grosseto) |

|            |           |                      |
| Scaglia 9’ | Marcatori | 27’, 89’ Vantaggiato |

| Arbitro: | Gervasoni (Mantova) |

|                                  |           |  |
| Foti 21’ Schwoch 4’ Paonessa 88’ | Marcatori |  |

| Arbitro: | Salati (Trento) |

|              |           |                 |
| Tabbiani 41’ | Marcatori | 2’ Floro Flores |

| Arbitro: | Romeo (Verona) |

|                                      |           |  |
| Bellucci 52’ (rig.) Mingazzini 90+1’ | Marcatori |  |

| Arbitro: | Stefanini (Prato) |

|  |           |                              |
|  | Marcatori | 12’ Pellicori 87’ Papa Waigo |

| Treviso 17 marzo 2007, ore 15:00 29ª giornata | Treviso         | 0 – 0 | Bari | Stadio Omobono Tenni\| Arbitro: \| Brighi (Cesena) \| |
| Arbitro:                                      | Brighi (Cesena) |       |      |                                                       |

| Arbitro: | Mazzoleni (Bergamo) |

|            |           |                      |
| Carrus 48’ | Marcatori | 67’ Simon 89’ Degano |

| Arbitro: | Pantana (Macerata) |

|                |           |                                        |
| C. Colombo 69’ | Marcatori | 67’ (rig.) Sgrigna 77’ (aut.) Scarlato |

| Arbitro: | Gervasoni (Mantova) |

|                |           |           |
| Bogliacino 66’ | Marcatori | 38’ Eramo |

| Arbitro: | Marelli (Como) |

|                    |           |              |
| Sgrigna 29’ (rig.) | Marcatori | 44’ Castillo |

| Arbitro: | Velotto (Grosseto) |

|              |           |  |
| Pesaresi 44’ | Marcatori |  |

| Arbitro: | Romeo (Verona) |

|  |           |                   |
|  | Marcatori | 78’ (rig.) Caridi |

| Arbitro: | Orsato (Schio) |

|                             |           |           |
| Sforzini 53’ Campedelli 83’ | Marcatori | 51’ Ganci |

| Arbitro: | Brighi (Cesena) |

|               |           |              |
| Santoruvo 26’ | Marcatori | 9’ Zanchetta |

| Arbitro: | Marelli (Como) |

|  |           |               |
|  | Marcatori | 59’ Santoruvo |

| Arbitro: | Trefoloni (Siena) |

|                       |           |                          |
| Ganci 51’ Scaglia 58’ | Marcatori | 65’ Criscito 80’ Di Vaio |

| Arbitro: | Girardi (San Donà di Piave) |

|                                      |           |                                     |
| Belingheri 26’ G. Ferrari 70’ (rig.) | Marcatori | 34’, 44’ (rig.) Ganci 38’ Santoruvo |

| Arbitro: | De Marco (Chiavari) |

|            |           |  |
| Carrus 57’ | Marcatori |  |

| Arbitro: | Rizzoli (Bologna) |

|                                                           |           |                               |
| Pulzetti 21’ Allegrini 37’ (aut.) Turati 53’ Ferrante 58’ | Marcatori | 65’ Fiorentino 72’ Strambelli |

### Coppa Italia

#### Turni preliminari
| Arbitro: | Orsato (Schio) |

|            |           |  |
| Egbedi 80’ | Marcatori |  |